# Handbuch Theologie und Populärer Film
Das Handbuch Theologie und Populärer Film ist ein wissenschaftliches Werk, das seit 2007 im Verlag Ferdinand Schöningh erscheint. Das ökumenische Projekt untersucht religiöse Motive in Hollywood-Spielfilmen.

## Herausgeber
Die Herausgeber sind Thomas Bohrmann (Professor für Katholische Theologie an der Universität der Bundeswehr München), Werner Veith (Lehrstuhl für Christliche Sozialethik an der Universität München) und Stephan Zöller (Referent beim Münchner Bildungswerk).

## Band 1
Die 20 Beiträge sind nach Genres (Liebesfilm, Science-Fiction-Film, Horrorfilm, Kriegsfilm, Phantastischer Film), Figuren (Erlöser, Engel, Märtyrer, Teufel, Priester), Regisseuren (Steven Spielberg, David Fincher, John Woo, Peter Weir, Wachowski-Geschwister) und Themen (Künstliche Intelligenz, Tod, Körper, Aufklärung, Selbstentfremdung) gegliedert. Der Anhang weist eine Bibliografie, eine Filmografie und kommentierte Internetadressen auf.

## Band 2
Die 20 Analysen sind nach Genres (Western, Comicverfilmung, Filmmusical, Sportfilm, Filmkomödie), Regisseuren (Stanley Kubrick, Ridley Scott, Guillermo del Toro, Luc Besson, Sam Raimi), Figuren (König, Kind, Reformator, Superheld, protestantischer Pfarrer) und Motiven (Familie, Schuld und Sühne, Apokalypse, Auferstehung, Passion) sortiert. Der Anhang enthält eine Bibliografie, eine Filmografie, kommentierte Internetadressen und Register der zitierten Filme und Regisseure zu den Bänden 1 und 2.

## Band 3
Der erste Teil besteht aus sechs Beiträgen, die sich grundsätzlich mit dem Thema Religion im Spielfilm beschäftigen. Der zweite Teil beschreibt in sechs Aufsätzen die evangelische und katholische Filmarbeit in Deutschland, Österreich und der Schweiz. Im dritten Teil werden zehn populäre Filme und Reihen analysiert: Avatar – Aufbruch nach Pandora, Der Herr der Ringe, Star Wars, Jurassic Park, Shrek – Der tollkühne Held, The Da Vinci Code – Sakrileg, Die Chroniken von Narnia, Terminator, Star Trek und Kill Bill – Volume 1. Der Anhang weist eine Bibliografie, eine Filmografie und Gesamtregister der zitierten Filme und Regisseure zu den Bänden 1, 2 und 3 auf.

## Belege
1. ↑  Thomas Bohrmann, Werner Veith, Stephan Zöller (Hrsg.): Handbuch Theologie und Populärer Film. Band 1. Ferdinand Schöningh, Paderborn 2007, ISBN 978-3-506-72963-7, S. 5–7.
2. ↑  Thomas Bohrmann, Werner Veith, Stephan Zöller (Hrsg.): Handbuch Theologie und Populärer Film. Band 2. Ferdinand Schöningh, Paderborn 2009, ISBN 978-3-506-76733-2, S. 5–8.
3. ↑  Thomas Bohrmann, Werner Veith, Stephan Zöller (Hrsg.): Handbuch Theologie und Populärer Film. Band 3. Ferdinand Schöningh, Paderborn 2012, ISBN 978-3-506-77535-1, S. 5–7.